# Limozota virgata
Limozota virgata är en skalbaggsart som beskrevs av Francis Polkinghorne Pascoe 1866. Limozota virgata ingår i släktet Limozota och familjen långhorningar.
Artens utbredningsområde är Venezuela. Inga underarter finns listade i Catalogue of Life.